# Galgahévíz
Galgahévíz is een plaats (község) en gemeente in het Hongaarse comitaat Pest. Galgahévíz telt 2542 inwoners (2001).